# Championnat de Chypre de football 1966-1967
Navigation
Saison précédente Saison suivante
La saison 1966-1967 du Championnat de Chypre de football était la 29e édition officielle du championnat de première division à Chypre. Les douze meilleurs clubs du pays se retrouvent au sein d'une poule unique, la Cypriot First Division, où ils s'affrontent 2 fois, à domicile et à l'extérieur.
C'est le club de l'Olympiakos Nicosie qui remporte le tout premier titre de champion de Chypre de son histoire après avoir fini en tête du championnat. Le titre a été très disputé puisque l'APOEL Nicosie termine 2e à égalité de points et l'Anorthosis Famagouste se classe 3e à 1 point de Olympiakos. Le tenant du titre, l'Omonia Nicosie, se classe 4e à 2 points du nouveau champion.
Grande nouveauté à partir de cette saison : en plus de gagner son billet pour la Coupe des clubs champions, le vainqueur du championnat obtient également le droit de participer au Championnat de Grèce de football, au même titre que n'importe quel club grec (en cas de relégation sportive, il retrouve la première division chypriote).

## Les 12 clubs participants
| - APOEL Nicosie - AEL Limassol - Olympiakos Nicosie - Omonia Nicosie - Aris Limassol - EPA Larnaca | - Alki Larnaca - Pezoporikos Larnaca - Anorthosis Famagouste - Nea Salamina - Apollon Limassol - AE Paphos - Promu de D2 |

## Compétition

### Classement
Le barème utilisé pour établir le classement est le suivant :
- Victoire : 2 points
- Match nul : 1 point
- Défaite : 0 point

| Rang | Équipe                | Pts | J  | G  | N  | P  | Bp | Bc  | Diff |
| ---- | --------------------- | --- | -- | -- | -- | -- | -- | --- | ---- |
| 1    | Olympiakos Nicosie    | 33  | 22 | 14 | 5  | 3  | 74 | 26  | +48  |
| 2    | APOEL Nicosie         | 33  | 22 | 15 | 3  | 4  | 89 | 33  | +56  |
| 3    | Anorthosis Famagouste | 32  | 22 | 14 | 4  | 4  | 55 | 29  | +26  |
| 4    | Omonia Nicosie T      | 31  | 22 | 10 | 11 | 1  | 48 | 17  | +31  |
| 5    | Nea Salamina          | 29  | 22 | 12 | 5  | 5  | 37 | 21  | +16  |
| 6    | Apollon Limassol C    | 28  | 22 | 11 | 6  | 5  | 50 | 25  | +25  |
| 7    | Alki Larnaca          | 19  | 22 | 9  | 1  | 12 | 44 | 43  | +1   |
| 8    | AEL Limassol          | 19  | 22 | 7  | 5  | 10 | 41 | 42  | -1   |
| 9    | Pezoporikos Larnaca   | 18  | 22 | 6  | 4  | 12 | 40 | 54  | -14  |
| 10   | EPA Larnaca           | 17  | 22 | 6  | 3  | 13 | 36 | 53  | -17  |
| 11   | Aris Limassol         | 5   | 22 | 1  | 3  | 18 | 17 | 102 | -85  |
| 12   | AE Paphos P           | 4   | 22 | 1  | 2  | 19 | 21 | 107 | -86  |

|  | Qualification pour la Coupe des clubs champions 1967-1968 Participation au championnat de Grèce de football 1967-1968 |
|  | Qualification pour la Coupe des Coupes 1967-1968                                                                      |
|  | Relégation directe en deuxième division                                                                               |
|  | T : Tenant du titre C : Vainqueur de la Coupe de Chypre P : Promu de deuxième division                                |

## Bilan de la saison
| Championnat de Chypre de football 1966-1967 |                                |
| Champion                                    | Olympiakos Nicosie (1er titre) |
| Coupes et trophées                          |                                |
| Vainqueur de la Coupe de Chypre 1966-1967   | Apollon Limassol               |
| Vainqueur de la Supercoupe de Chypre        | Omonia Nicosie                 |
| Qualifications continentales                |                                |
| Coupe des clubs champions 1967-1968         | Olympiakos Nicosie             |
| Coupe des Coupes 1967-1968                  | Apollon Limassol               |
| Promotions et relégations                   |                                |
| Promus en Cypriot First Division            | ASIL Lysi                      |
| Relégués en Cypriot Second Division         | Aucun                          |